# Нирванас, Павлос
Павлос Нирванас (греч. Παύλος Νιρβάνας; 1866, Мариуполь— 28 ноября 1937, Афины) — греческий учёный, писатель и поэт.

## Биография
Павлос Нирванас (настоящее имя — Петрос Апостолидис, греч. Πέτρος Κ. Αποστολίδης) родился в 1866 году в российском тогда Мариуполе, но отец его был родом с греческого острова Скопелос, а мать с острова Хиос.
В малом возрасте приехал в Грецию, в Пирей, где позже окончил медицинский факультет Афинского университета (1883—1890). В 1890 году поступил на службу в королевский флот, в котором продолжал служить до 1922 года, получив последовательно звание генерального главного врача, председателя Верховного комитета здравоохранения Флота и директора департамента Морского министерства при ПМ Венизелосе.
Павлос Нирванас издал множество поэтических сборников и опубликовал много хроник в газетах. Поддерживал тесные связи со многими литераторами той эпохи и поддержал многих начинающих литераторов, таких как Кондилакис Иоаннис, Ксенопулос Григориос, Каввадиас, Никос.
Был в братских отношениях с известным греческим писателем А. Пападиамандисом.
Историки греческой литературы относят его к литературному кругу Паламаса. Нирванас был подвержен влиянию эстетизма и символизма, а также философии Ницше, Фридрих. Его проза пронизана этическими и психологическими элементами. Его характерный литературный псевдоним происходит от индийского нирвана. Нирванас начал писать на «чистом» греческом языке (Кафаревуса), но постепенно перешёл на народный (Димотика). Костас  Уранис  писал что «даже юмор Нирванас использует чтобы вызвать улыбку, но не для того чтобы заклеймить кого либо».
В 1923 году Нирванас был награждён за свою литературную работу Отличием наук и искусств, а в 1928 году стал членом Афинской Академии. Умер от пневмонии в Маруси, Афины в 1937 году.

## Работы
Нирванас издал свой первый поэтический сборник в 1884 году и одновременно начал публиковать очерки в газетах Асти, Акрополис и с 1905 года в газете Эстия под псевдонимом господин Немудрый. Принял также участие в издании сатирического журнала «Афины».
Работы Нирванаса относятся к разным литературным жанрам: рассказы, стихи, романы, драматургия, литературная и театральная критика, эссе и очерки, а также занимался переводами.
- Лавры 25 марта 1821 года — Δάφναι εις την 25ην Μαρτίου 1821 (1884)
- Философия Ницше — Η φιλοσοφία του Νίτσε (1898)
- Линвистическая автобиография — Γλωσσική Αυτοβιογραφία (1905)
- Архитектор Мартас — Ο αρχιτέκτων Μάρθας (1907)
- Ласточка — Το χελιδόνι (1908)
- Мария Пентайотиса — Μαρία Πενταγιώτισσα (1909)
- Когда он разлрвёт свои цепи — Όταν σπάση τα δεσμά του (1910)
- Жития святых попа Парфения — Το συναξάρι του παπα-Παρθένη (1915)
- Аристотелис Валаоритис — Αριστοτέλης Βαλαωρίτης (1916)
- Этическое влияние революции — Η ηθική επίδρασις της επαναστάσεως (1923)
- Дикий цветок — Το αγριολούλουδο (1924)
- Чужбина — Ξενιτιά (1925)
- Преступление в Психико -Το έγκλημα του Ψυχικού (1928)
- Избранные истории — Εκλεκτές Ιστορίες (1930)
- Тень в ночи — Ένας ίσκιος στη νύχτα (1934)

## Медицина
Литератор Павлос Нирванас заслоняет значительный вклад врача Петроса Апостолидиса в греческую медицину. Две медицинские работы Апостолидис опубликовал будучи ещё студентом
.
Опять же, будучи студентом, Апостолидис перевёл с французского труд о хронической детской диарее (поносе)
 и две книги о здоровом питании и гигиене
.
Апостолидис принял участие в Всегреческих медицинских конгрессах 1901 и 1903 гг., где предложил создать первую в стране психологическую лабораторию при университете. В этой области Апостолидис опубликовал 2 работы: первую под заголовком «Заболевания личности» в [1893 год]у
 и вторую под заголовком «Искусство и помешательство», в [1905 год]у. В силу этого Г. Валетас считает Апостолидиса одним из пионеров психологии и психиатрии в Греции.